# علي الحمادي (لاعب كرة قدم عراقي)
علي الحمادي هو لاعب كرة قدم عراقي، يلعب في نادي إيبسويتش تاون الانكليزي، ومع منتخب العراق.

## حياته
ولد علي في محافظة ميسان، جنوب العراق في 1 آذار/مارس 2002. في عام 2003 خلال بداية الاحتلال الامريكي للعراق، عندما كان عمره عامًا واحدًا، انتقل هو وعائلته من العراق إلى توكستيث، ليفربول حيث استقروا ونشأ هو.
كان والد علي، إبراهيم، الذي يدرس ليصبح محاميا في تلك الفترة، جزءا من احتجاج سلمي ضد الدكتاتور صدام حسين وانتهى به الأمر إلى السجن. كانت زوجته حاملاً، وتم إطلاق سراحه بالعفو العام عام 2002، وتوجه إلى المملكة المتحدة وطلب اللجوء. مثل معظم العراقيين الفارين من الحرب، ذهب علي في البداية إلى الأردن مع والدته قبل أن يلتقيا بوالده في بريطانيا. أول مرة التقى بوالده كان عمره سنة وأربعة أشهر.

## مسيرته
في عام 2015، شارك علي وهو بعمر 13 عاما في بطولة المدارس في ليفربول حيث جذب اهتمام كشافين المواهب وانظم إلى فريق نادي ترانمير روفرز تحت 14 سنة، امضى ثلاث سنوات في النادي.
في صيف عام 2018، ترك علي مدينة ليفربول وعائلته وانتقل الى ويلز حيث انظم لكاديمية سوانزي سيتي بمنحة لمدة سنتان. في 2 تموز 2020 وقع علي أول عقد احترافي له مع سوانزي سيتي لمدة سنة. في أيلول 2021 لعب مع ديربي كاونتي للاختبار. في مباراة سجل بها وانتهت بالتعادل 3–3 .
في 20 تشرين الثاني 2021 وقع علي مع ويكمب وندررز قادما من رديف سوانزي سيتي. بعقد لمدة 18 شهر. وفي 11 آذار 2022 اعير إلى نادي بروملي حتى نهاية موسم 2021–22.

### ويمبلدون
في 12 كانون الثاني 2023 وقع علي مع نادي ويمبلدون بعقد لمدة سنتان ونصف. سجل أول هدف له مع ويمبلدون في 18 شباط 2023 بمبارة انتهت بالتعادل 2–2 ضد نادي هارتلبول يونايتد. في آذار 2023 حصل على جائزة أفضل لاعب شاب للشهر في الدوري الإنجليزي الدرجة الثانية. وحصل مرتان على جائزة لاعب الجمهور للشهر مع ويمبلدون لشهري آذار وأيلول 2023.

### إيبسويتش تاون
في 29 كانون الثاني 2024، انتقل علي إلى إيبسويتش تاون بصفقة قيمتها بلغت 2.2 مليون دولار امريكي. ولمدة 4 مواسم ونصف. في 14 شباط 2024 سجل علي أول هدف له مع إيبسويتش تاون من ضربة جزاء كسبها بمباراة انتهت بالفوز 4–0 ضد نادي ميلوول.
في 24 كانون الثاني 2025 اعير إلى ستوك سيتي بدون خيار شراء وسيعود إلى إيبسويتش تاون بعد نهاية الموسم.

## إحصائيات
آخر تحديث 10 أيلول 2024.
| منتخب العراق | منتخب العراق | منتخب العراق | منتخب العراق |
| العام        | المباريات    | الأهداف      |              |
| ------------ | ------------ | ------------ | ------------ |
| 2021         | 2            | 0            |              |
| 2022         | 3            | 0            |              |
| 2023         | 6            | 3            |              |
| 2024         | 3            | 0            |              |
| المجموع      | 14           | 3            |              |

### الاهداف الدولية مع المنتخب
نتيجة العراق مدرجة أولًا. يشير عمود الهدف إلى النتيجة بعد كل هدف سجله علي.
|  | يشير إلى فوز العراق بالمباراة     |
|  | يشير إلى انتهاء المباراة بالتَّعادل |
|  | يشير إلى خسارة العراق في المباراة |

| #  | التاريخ              | المكان                     | الخصم     | الهدف | النتيجة      | المسابقة                  |
| -- | -------------------- | -------------------------- | --------- | ----- | ------------ | ------------------------- |
| 1. | 7 أيلول 2023         | ملعب الذكرى 700، تشيانغ مي | الهند     | 1–1   | 2–2 (5–4 ج.) | كأس ملك تايلاند 2023      |
| 2. | 17 تشرين الاول 2023  | ستاد عمان الدولي، الاردن   | الأردن    | 2–1   | 2–2 (5–3 ج.) | بطولة الأردن الدولية 2023 |
| 3. | 16 تشرين الثاني 2023 | ملعب جذع النخلة، العراق    | إندونيسيا | 5–1   | 5–1          | تصفيات كاس العالم 2026    |

## الجوائز والإنجازات

### الجماعية
العراق
- كأس ملك تايلاند (1): 2023

### الفردية
- أول لاعب عراقي يلعب في الدوري الإنجليزي الممتاز.